# Sœurs de cœur
Pour plus de détails, voir Fiche technique et Distribution.
Sœurs de cœur (True Women) est une minisérie américaine réalisée par Karen Arthur et diffusé les 18 et 20 mai 1997 sur CBS.

## Synopsis
L'épopée des femmes de colons texans issues de Louisiane, entre les menaces des Mexicains et des Indiens, sur fond de racisme à l'encontre des noirs et des Indiens, avec en prime la réclamation du droit de vote des femmes.

## Fiche technique
- Scénario : Christopher Lofton d'après le livre de Janice Woods Windle
- Durée : 154 min
- Pays :  États-Unis
- Langue : anglais
- Couleur
- Son : stereo
- Classification : USA : PG-13 (sensualité et violence)

## Distribution
- Annabeth Gish (VF : Marie-Laure Dougnac) : Euphemia Ashby King
- Angelina Jolie (VF : Barbara Delsol) : Georgia Virginia Lawshe Woods
- Dana Delany (VF : Marie Vincent) : Sarah McClure
- Powers Boothe (VF : Georges Caudron) : Bartlett McClure
- Reed Frerichs : Travis McClure
- Andrew Lankes : Joel McClure (adulte)
- Tina Majorino : Euphemia Ashby (jeune)
- Rachael Leigh Cook : Georgia Lawshe (jeune)
- Michael York (VF : Hervé Bellon) : Lewis Lawshe
- Jeffrey Nordling (VF : Patrick Borg) : Dr Peter Woods
- Salli Richardson-Whitfield : Martha
- Tony Todd : Ed Tom
- Julie Carmen : Cherokee Lawshe
- Matthew Glave : William King
- John Schneider : Général Sam Houston
- Michael Greyeyes : Tarantula
- Anne Tremko : Matilda Lockhart
- Khadijah Karriem : Tildy
- Irene Bedard : Tobe
- Charles S. Dutton : Josiah
- Oriana Huron : Cherokee Woods
- Terrence Mann : le capitaine Haller (non crédité)
- Haylie Duff : (non créditée)
- Hilary Duff : (non créditée)

## Contexte historique
- 1830 Indian Removal Act
- cherokee
- 1835 aux États-Unis : le début du film
- 1835 - 1836 Révolution texane
- 1836 Siège de Fort Alamo
- 1836 Bataille de San Jacinto